# Spedition zu festen Kosten
Als Spedition zu festen Kosten bezeichnet man den Transport von Gütern in einem zuvor festgelegten Kostenrahmen. Die meisten Speditionsverträge sind Fixkostenverträge, wobei meist ein fester Satz pro Kilogramm Versandgut ausgehandelt wird. Diese Vereinbarungen schließen Spediteure mit ihren größeren Kunden, um die langfristige Zusammenarbeit zu sichern. Der Kunde als Versender hat meist noch ein rechtliches Interesse an diesen Vereinbarungen, denn der Spediteur hat während der Beförderung die Rechte und Pflichten eines Frachtführers/Verladers. 

## Deutschland
Diese Rechte und Pflichten orientieren sich – in Deutschland – am Handelsgesetzbuch (HGB), den Allgemeinen Deutschen Spediteurbedingungen (ADSp), aber auch – im weitläufigen Sinne – am Güterfernverkehrstarif (GFT).

### Begriffsbestimmungen
Geldbetrag pro Gewichtseinheit (z. B.: Euro pro Kilogramm)
Gemäß der gesetzlichen Auslegung heißt das: Die Preisabsprache umfasst den Bereich vom Haus des Versenders (meist Hersteller oder Händler) bis zum Haus des Empfängers; folglich ist für den gesamten Leistungsbereich das Frachtrecht anzuwenden – also auch für alle Tätigkeiten des Spediteurs.

### Haftungsbestimmungen
Die ADSp (Korridorregelung: 2-40 SZR/kg) folgt einem anderen Verständnis:
Die Lokalisierung des Schadensortes ist entscheidend, d. h. je nachdem, wo der Schaden entstanden ist, gelten nachstehende Entschädigungen:
- Für Schäden auf der Umschlagsanlage (Frachthalle, Hof etc.) des Spediteurs Haftung mit 5,– € je kg Ware. Entscheidend hierbei ist auch, dass die Ware nicht auf einem fahrenden Fahrzeug steht.
- Für Schäden, die während des Transportes entstehen, ist der Haftungshöchstbetrag (für Deutschland) 8,33 SZR je kg Ware[1]. Eine Höchsthaftung ist vertraglich üblich und mit bis zu 40 SZR/kg möglich.

Beim Einsatz eines fremden Frachtführers soll danach den Spediteur die höhere Haftung nach dem HGB immer dann treffen, wenn er seinerseits diese höhere Haftung im Regresswege bei dem eingesetzten Subunternehmer geltend machen kann.
Die unterschiedliche Systematik der Gesetzeswerke wird auch in deren Formulierung deutlich:
Das HGB spricht hier von: „… hinsichtlich der Beförderung der Güter …“, also allgemein.
Wobei die ADSp sich genauer ausdrückt: „… der Schaden an dem Gut während des Transportes mit einem Beförderungsmittel“ eingetreten sind (wobei hier Arbeitsmaschinen wie Gabelstapler oder Hubwagen keine Beförderungsmittel im Sinne der ADSp sind).
Provisionsanspruch nur falls vereinbart; Ersatz seiner Aufwendungen nur soweit üblich.